# Andrzej Antałkiewicz
Andrzej Antałkiewicz (ur. ok. 1730, zm. po 1804), polski duchowny rzymskokatolicki, wieloletni proboszcz w Rabce, malarz amator.
Dokładne dane biograficzne Andrzeja Antałkiewicza nie są znane. Był synem Stanisława. Szafarzem święceń Antałkiewicza był krakowski biskup pomocniczy Franciszek Potkański (niższe święcenia 22 grudnia 1753, święcenia kapłańskie 22 września 1755 w katedrze wawelskiej). W 1769 Antałkiewicz został proboszczem w Rabce i posługę duszpasterską pełnił tamże przeszło 35 lat, do 1804. Zmarł zapewne niewiele później.
Kościołem parafialnym ks. Antałkiewicza była XVII-wieczna drewniana świątynia pod wezwaniem św. Marii Magdaleny (obecnie siedziba Muzeum Władysława Orkana). Już w pierwszym roku swojej pracy w Rabce proboszcz wyposażył kościół w ambonę, a kilka lat później w drewniany konfesjonał. Od 1775 trwały zainicjowane przez niego prace nad przebudową kościoła, których efektem było powstanie chóru muzycznego z organami oraz dwóch bocznych ołtarzy, a także pokrycie nawy sklepieniem kolebkowym.
Antałkiewicz był najprawdopodobniej wykonawcą polichromii kościoła, zachowanej do czasów współczesnych. Na sklepieniu prezbiterium powstał wizerunek patronki kościoła św. Marii Magdaleny, a na sklepieniu nawy — scena Koronacji Matki Boskiej. Ściany zostały ozdobione malowidłami ornamentalnymi. Poza kościołem w Rabce proboszcz Antałkiewicz wykonał także polichromię w drewnianym kościele pod wezwaniem św. Sebastiana w Skomielnej Białej, podlegającej na przełomie XVIII i XIX wieku jego parafii. Kościół ten nie zachował się, spalony 3 września 1939 przez Niemców.